# 에흐산 하지사피
에흐산 하지사피(페르시아어: احسان حاج‌صفی, Ehsan Hajsafi, 1990년 2월 25일 ~ )는 이란의 축구 선수로 현재 그리스 수페르리가 엘라다의 AEK 아테네에서 왼쪽 수비수 겸 미드필더로 활약 중이며 FIFA 센추리클럽에 가입되어 있는 8명의 이란 대표팀 선수 가운데 한명이다.

## 국가대표팀 득점
이란의 득점과 결과는 왼쪽에 표기되었다.
| 득점 | 일자             | 장소                  | 상대팀            | 득점 순서 | 최종 결과 | 대회                    |
| ---- | ---------------- | --------------------- | ----------------- | --------- | --------- | ----------------------- |
| 1    | 2008년 8월 11일  | 이란 테헤란           | 카타르            | 4 - 1     | 6 - 1     | 2008년 WAFF             |
| 2    | 2009년 12월 28일 | 카타르 도하           | 카타르            | 2 - 2     | 2 - 3     | Qatar Friendship Cup    |
| 3    | 2014년 6월 8일   | 브라질 상파울루       | 트리니다드 토바고 | 1 - 0     | 2 - 0     | 친선 경기               |
| 4    | 2015년 1월 11일  | 오스트레일리아 멜버른 | 바레인            | 1 - 0     | 2 - 0     | 2015년 AFC 아시안컵     |
| 5    | 2016년 3월 24일  | 이란 테헤란           | 인도              | 1 - 0     | 4 - 1     | 2018년 FIFA 월드컵 예선 |
| 6    | 2016년 3월 24일  | 이란 테헤란           | 인도              | 3 - 0     | 4 - 1     | 2018년 FIFA 월드컵 예선 |

## 경력
- 2011년 AFC 아시안컵 국가대표
- 2014년 FIFA 월드컵 국가대표
- 2015년 AFC 아시안컵 국가대표
- 2018년 FIFA 월드컵 국가대표

## 같이 보기
- A매치 100경기 이상 출전한 축구 선수 명단